# مایاچنی
مایاچنی (به لاتین: Mayachny) یک منطقهٔ مسکونی در روسیه است که در باشقیرستان واقع شده‌است. مایاچنی ۲٫۷ کیلومتر مربع مساحت و ۳٬۰۷۵ نفر جمعیت دارد.